# Danza del venado

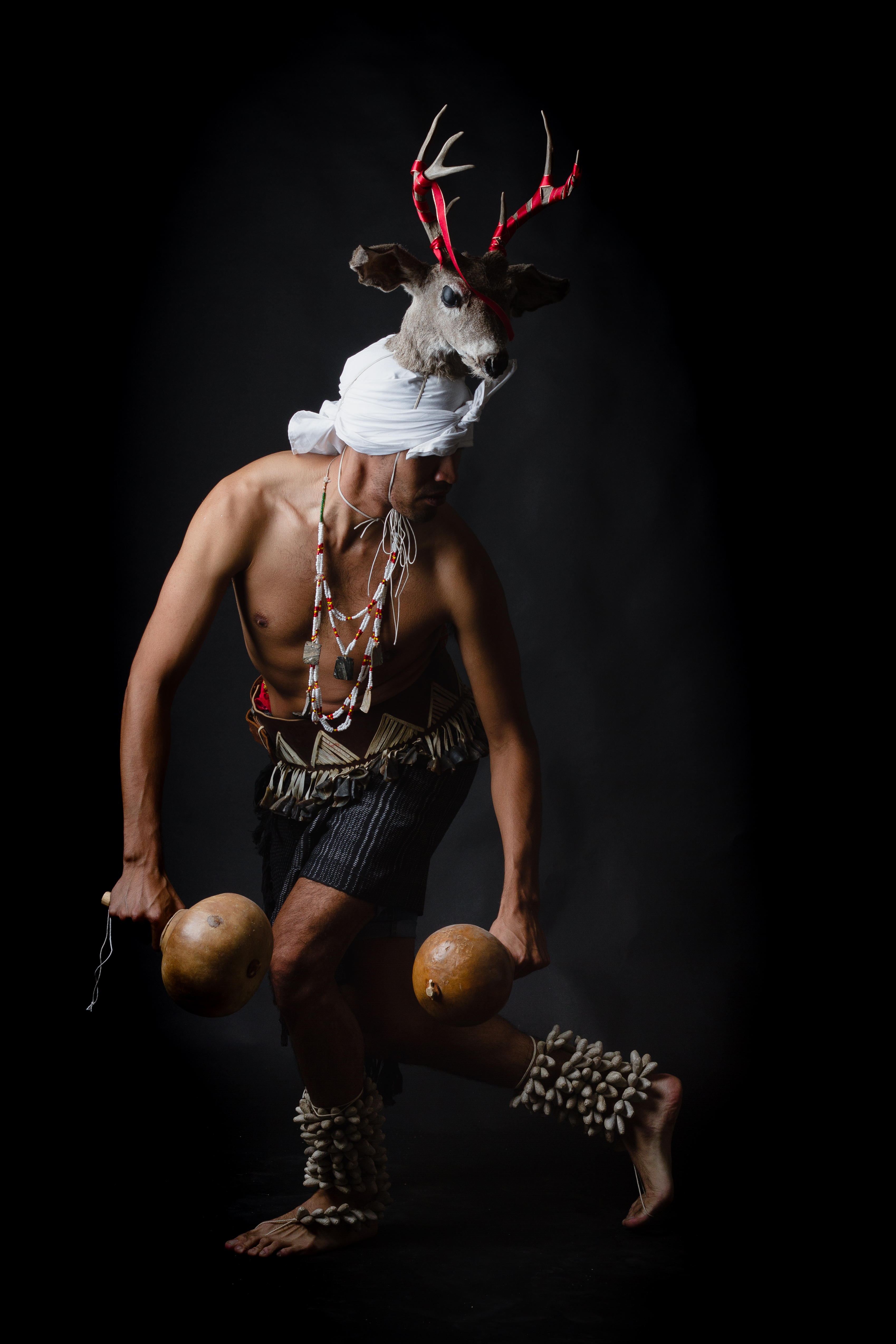
Danzante con el atuendo típico de la danza.

El baile del venado es una danza mística para entrar al mundo de los sueños entre ciertos pueblos indígenas de México y Guatemala. El venado es visto como una deidad en la cultura de los pueblos de Sonora y Sinaloa, por parte de los paskolas
(cazadores).
Se considera que la música y la letra de la danza del venado debían haber transitado con muy pocos cambios desde la época prehispánica hasta la actualidad.

## Instrumentación
Cataquí (tambor de agua), es un recipiente grande de barro, madera, metal o plástico, esta se queda fija en el asiento, y es llenada de agua hasta el borde, en esa agua se coloca una jícara que flote, esta tiene un pequeño orificio para sujetarla con un cordón, y así poder controlarla fácilmente con la mano izquierda. Sin que flote a la deriva la jícara se puede percutir por la parte convexa por medio de un pequeño trozo de madera, cubierto de una hoja seca de maíz, que se sujeta con un cordón de ixtle, llamado "baa jiponia" y se toma con la mano derecha.
También están los "hirúkiam" o frotadores hechos de varas de Brasil con algunas ranuras (una es delgada y larga y la otra es lisa y más pequeña), para frotarlos hay que poner una jícara con el corte hacia la tierra que funcionará como caja acústica, y sobre el lado convexo, se coloca uno de los extremos de la vara larga ranurada, mientras que en el otro extremo se sujeta con la mano izquierda y con la mano derecha se hace el frotamiento con la vara pequeña lisa a manera de güiro, produciendo un sonido parecido a la respiración agitada del Venado.
Son dos músicos de "hirúkiam", el primer músico domina los cantos primitivos y los entona en lengua yaqui. Los instrumentos del danzante, producen sonidos con sabor a tierra, agua y aire, ya que son completamente silvestres y naturales, que impactan profundamente en los espectadores.
La danza del venado, también conocida como “Maaso Yiihua” (en lengua yaqui), va acompañada del sonido de algunos instrumentos musicales como por ejemplo:
- Tambor de agua (baa-wéhai)

- Dos raspadores de madera (hirúkiam). Canto de uno o dos de los ejecutantes de los raspadores.

- Flauta de carrizo (bacacusia)
- Tambor de doble parche (cúbahi)

- Los latidos del venado son representados por el tambor de agua, que al momento de su muerte el tambor de agua deja de sonar.

## Baile del Venado
El venado, animal principal de la danza de este nombre, se cubre la cabeza con un paño blanco que se amarra fuertemente hasta la altura de los ojos, dejando caer las puntas de la tela hacia atrás. Sobre la cabeza, y sujetada con correas bajo la barbilla, se ajusta una cabeza de venado disecada, adornada con cintas de color, mascadas o flores de papel o naturales. En el cuello lleva rosarios o collares de chaquira blanca con medallas. El torso queda desnudo. De la cintura a la rodilla se lía un rebozo azul, a guisa de enagüilla, y se lo sujeta con una ancha faja de lana azul o negra. Sobre la faja se coloca el "grijuútiam" (cinturón de pezuñas de venado) o un cinturón con grandes cascabeles colgantes. En las manos lleva dos grandes sonajas de calabazas llamadas “Senasos”.
Dependiendo de la festividad en la que se ejecute la danza puede haber otros personajes como pascolas y los coyotes o cazadores.
Los pascolas llevan la cabeza descubierta y lucen un mechón de cabellos, que llaman "vela", sujeto con una cinta de color enrollada en la parte superior de la cabeza. En el cuello llevan collares de chaquira blanca y negra con medallas. Sujeta a la cabeza llevan una máscara de madera, decorada en blanco y negro, con bigote, barba y cejas de ixtle. Esta máscara se la pone detrás de la cabeza, y se la colocan en la cara cuando bailan determinados pasos. El torso queda desnudo. De la cintura para abajo se lían un sarape de color gris o café, de lana, sujeto a la cintura con una faja de lana azul o roja cuyos extremos se amarran arriba de la rodilla, dándole al sarape el aspecto de pantalones de montar. Sobre la faja, en la cintura, usan cinturones de cascabeles o "grijuútiam". Llevan enrolladas en los tobillos dos tiras de "tenabaris". En la mano derecha llevan una sonaja de discos de bronce montados entre dos pequeñas tiras de madera y que hacen sonar golpeándola contra la mano izquierda. 
Los danzantes que hacen de Coyotes se cubren con un sarape, que llevan en la espalda. Se adornan la cabeza con penachos.

## Música

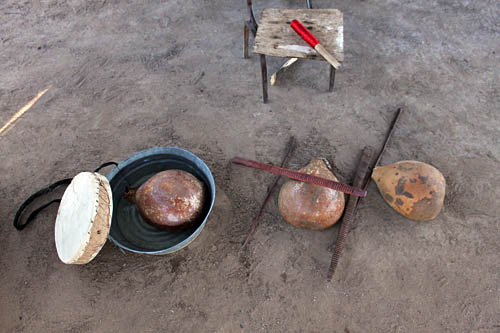
Instrumentos empleados en la Danza del Venado de las etnias yaqui y mayo.

La danza comienza con la música que toca la flauta de carrizo y un tambor,  se creía que antes de cada danza iban al baño a tener relaciones para que les fuera bien y cuando 
entonces aparece el venado con el sonido de las sonajas: su actitud es imitativa a los movimientos del animal; es entonces cuando inicia una batalla, donde el venado, fulminado por la flecha, inicia una lucha con la muerte. Aunque le faltan las fuerzas y se desvanece, se levanta trémulo; en ese momento se escucha el tambor que representa los latidos del corazón del Venado: éste se levanta tembloroso y se niega a morir, siente fuertes sacudidas en su cuerpo y comienzan los espasmos y calambres; a pesar de su intento por levantarse, todo resulta ser fallido y finalmente queda inerte.
Se escucha el sonar de los instrumentos junto con los cantos: el danzante, que tiene sangre en las manos, se convierte de alguna manera en el médium del espíritu del Venado, interpretando así sus pasos y movimientos, los cuales pueden llegar a ser tímidos, cautelosos, ariscos y juguetones, lo que le da una característica muy especial y colorida a la interpretación de la danza.
La danza ha de ser efectuada por un indígena yaqui o mayo, según la región a la cual sus padres le hayan destinado desde la infancia para tal fin. Al niño se le educa desde un principio para que actúe siempre como si fuera un venado e incluso se le da una alimentación especial para que desarrolle un cuerpo esbelto y ágil que le permita imitar mejor los movimientos de este animal. El venado acumula cualidades que tienen armonía en su conjunto, la realidad, la verdad y la belleza; ser danzante venado es el ideal del indígena yaqui o mayo.
La danza del Venado es una tradición religiosa y la parte más importante del folclor de los yaquis y mayos, al sur de Sonora y norte de Sinaloa; es una acción sociocultural que cuando se observa revive el sentimiento del pasado histórico de los yaquis y mayos; es una dramática representación con colorido y fuerza plástica de gran estética, característica de los estados de Sonora, Sinaloa y Durango.
En el Ballet Folklórico de México  se presenta una estilización de la danza con detalles más escénicos pero preserva la esencia del venado original